# 泉陸奥彦
泉 陸奥彦（いずみ むつひこ、1954年10月17日 ｰ ）はギタリストでゲームミュージックの作曲家としても活動している。元コナミアミューズメント所属。血液型はA型。
『GUITARFREAKS』&『drummania』（総称してギタドラ）シリーズをメインとして楽曲を提供していた。
2006年には1stアルバム『HEAVEN INSIDE』を発売（コナミスタイルでの通信販売）。同アルバムには、Featuringアーティストとしてマーティ・フリードマンが参加している。
2011年、民族音楽シリーズの曲をまとめた2ndアルバム『ポン太と巡る世界の音楽』を発売。
2014年、ベスト・アルバムとも言える3枚組116曲入りアルバム「Third」を発売。
2015年2月KENNEDY再結成アルバム「TRIANGLE MOTION」を発売。
2015年3月CHARISMA再結成アルバム「邂逅」を発売。

## 人物
ハードロック、ヘヴィメタルなど、ギターをメインとした激しいジャンルの楽曲が主な特徴。また、それに留まらず民族音楽風の楽曲も製作している。ギタープレイでは、テクニカルなフレーズを繰り広げながらも音の表情を大切にする。楽器を改造するのも好きで、手持ちのギターには何かしらの改造が施されている。

### コナミ入社前
17歳の頃にギターを始め、プログレッシブ・ロックバンド「カリスマ」を結成。このバンドのドラマーは菅沼孝三。その後、飢餓同盟の小西健司と共に「DADA」を結成。2枚のアルバムを残した。DADA解散後、イラン人サックス奏者、ソーラブ・サダト・ラジュバーディ率いる「SADATO GROUP」にギタリストとして参加。ヨーロッパツアー等を行った（SADATO GROUPのヨーロッパツアーについて語っていると思われるコラムがGUITARFREAKS 8thMIX & drummania7thMIX内、Musician's Room 5(MR5)に存在する）。
1985年、後にコナミで共に仕事をすることとなる宇佐見斉や深見誠一（プロフィット深見）らとKENNEDYを結成。1stアルバム『Twinkling NASA』においては、DADAの音楽性を押し進め、シンセサイザーを中心としたメロディアスなロックを繰り広げていた。この後、元飢餓同盟の安田隆がメンバーとして参加。ライブアルバムとなった2nd『Kennedy!』において、メンバー同士が格闘し合うかの様な激しいライブパフォーマンスを繰り広げた。しかし、キーボーディストが不慮の事故により他界。KENNEDYは解散した。
KENNEDY解散後、安田、ノヴェラの五十嵐久勝と共にハードロックバンド、「Kremlin」を結成するも短命で終了。その後「After Dinner」、「MILLPLAT」を経て、コナミの社内バンドコナミ矩形波倶楽部に「ルーズベルト泉」名義で参加。安田はセラピストとして違う道を歩むことになった。
KENNEDYで活動していた頃、同時に複数のバンドプロジェクトを行っていた。そのうちの1つ、「再現レッドツェッペリン」では、ベースギターでテクニカルなフレーズを連発した。

### コナミ入社後
入社後はサウンドディレクターとしてコナミの音楽ゲームである『GUITARFREAKS』&『drummania』（総称してギタドラ）を初作からNEX+AGEまで楽曲提供を手がけた。
その中での代表作とも言えるMODEL DDシリーズはトップクラスの演奏難易度設定となっており、サウンドディレクターを務めた『GF 4thMIX』&『dm 3rdMIX』でENCORE STAGE曲として発表された最初の「DAY DREAM」はギタドラシリーズ通して最高難度とされる楽曲に仕上がっている。詳しくはギタドラを参照。
入社後も五十嵐久勝らとMILLPLAT、REDSTONEといったバンドを結成していた。
ギタドラシリーズ、jubeatシリーズを中心にディレクションを担当。また、必ずしもギターを必要としないjubeatシリーズではシンセサイザーを中心とした楽曲も提供していた。

### コナミ退職後
2019年11月にコナミアミューズメントを定年退職後、親交の深い菅沼孝三と近藤研之と共に｢Thirteen Triangle｣を結成。精力的にバンド活動を行っている。

## 代表作

### ゲームミュージック
- スナッチャー
- SDスナッチャー
- メタルギア2 ソリッドスネーク
- クライムファイターズ
- グラディウスIII -伝説から神話へ-
- アステリクス
- T.M.N.T. 〜スーパー亀忍者〜
- ティーンエージ ミュータント ニンジャ タートルズ タートルズ イン タイム
- マーシャルチャンピオン
- リーサルエンフォーサーズ
- メタモルフィックフォース
- ヘンリーエクスプローラーズ
- スラムダンク
- スピードキング NEO KOBE 2045
- ジェットウェーブ
- ワインディングヒート
- レーシングジャム
- ソーラーアサルト
- ガチャガチャンプ
- FIGHTING武術
- BASEBALL HEROES

## BEMANIシリーズ
GUITARFREAKS（以下GF）、drummania（以下dm）、beatmania&beatmania III（以下bm）、pop'n music（以下pm）、beatmania IIDX（以下IIDX）、KEYBOARDMANIA（以下KM）、Dance Dance Revolution(以下DDR)、REFLEC BEAT（以下RB）

### Danceシリーズ
泉陸奥彦の代表するシリーズ。「Russian Snowy Dance」「Green Green Dance」「Chinese Snowy Dance」のジャケットに登場しているキャラクターは4人とも同一である。
- Russian Snowy Dance（ ロシア）
- Green Green Dance
- Chinese Snowy Dance（ 中国）
- Snowy India（ インド）
- 元禄花吹雪（ 日本）
- Spanish Snowy Dance （ スペイン）

| 楽曲名              | jubeat | REFLEC | DDR | GITADORA |
| ------------------- | ------ | ------ | --- | -------- |
| Russian Snowy Dance | ○      | F      | -   | -        |
| Green Green Dance   | ○      | -      | -   | -        |
| Chinese Snowy Dance | -      | F      | ○   | ○        |
| Snowy India         | -      | -      | -   | ○        |
| 元禄花吹雪          | -      | -      | -   | ○        |
| Spanish Snowy Dance | ○      | -      | ○   | ○        |

### 作曲
括弧の中は（シリーズ(複数は/):名義/補足）という内容
- Chicago Blue（GF）
- Cool Joe（GF）
- THE ENDLESS SUMMER（GF）
- FIRE（GF/DDR SuperNOVA2:泉陸奥彦）
- Happy man（GF/dm/bmFINAL/pm(ee'MALL):泉陸奥彦）
- SHAKE IT UP（GF）
- LUCKY? STAFF（GF）
- GO GO AGAIN（GF2:Fu Fu's）
- JET WORLD（GF2/dm/bmFINAL/pm8/DDR EXTREME:泉陸奥彦）
- WANNA BE YOUR BOY（GF2/dm:Dennis Gunn）
- MR. MACHINE（GF2/dm:泉陸奥彦/「スピードキング」BGMのアレンジ）
- THE ADVENTURES（GF2/dm/「ジェットウェーブ」BGMのアレンジ）
- MAGIC MUSIC MAGIC（GF2:Melodie Sexton）
- ESCAPE（GF2）
- ECLIPSE（GF2）
- KING G（GF2:Dennis Gunn）
- PRIMAL SOUL（GF2/dm Link.ver:泉陸奥彦/サントラではGF3&dm2に収録）
- WAY TO GO（GF3:Bill Germain）
- A HAND TO HOLD（GF3:Angel O'Brien）
- LOUD!（GF3/dm2）
- JET WORLD Long ver.（GF3/dm5/サントラではGF2に収録）
- L.A.RIDER（GF3/サントラではGF1に収録）
- DOUBLE ORBIT（dm2/「ジェットウェーブ」BGMのアレンジ）
- NAN QUEEN(GF3)
- CARNIVAL DAY（GF4/dm3:Paula Terry & Fu Fu's/民俗音楽シリーズ。ケルト音楽を基調とする）
- FLY HIGH（GF4/dm3:Bil Germain）
- RIGHT ON TIME（GF4/dm3:Robbie Danzie）
- DAY DREAM（GF4/dm3:Mutsuhiko Izumi）
- PRIMAL SOUL Long ver.（GF4/dm3:Thomas Howard Lichtenstein）
- Tiger, too（GF5/dm4:Stephen Mcknight）
- Mr. Moon（GF5/dm4/KM3:Julie ann Frost）
- MAGICAL JET TOUR（GF5/dm4:Mutsuhiko Izumi）
- MAGICAL JET TOUR Longver.（GF5/dm4:Mutsuhiko Izumi）
- BALALAIKA, CARRIED WITH THE WIND（GF6/dm5/pm(ee'MALL)/DDR SuperNOVA:Julie ann Frost/民族音楽シリーズ）
- MIDNIGHT SUN（GF6/dm5:泉陸奥彦）
- STOP THIS TRAIN（GF6/dm5:Thomas Howard Lichtenstein）
- Riff Riff Paradise（GF6/dm5）
- MISS YOU（GF6/dm5:くにたけみゆき/『RIGHT ON TIME』の日本語詞&ロングバージョン）
- O JIYA（GF7/dm6:ASMAT & emi/民族音楽シリーズ）
- Destiny Lovers（GF7/dm6/pm(ee'MALL2)/DDR EXTREME:くにたけみゆき）
- Riff Riff Orbit（GF7/dm6:泉陸奥彦）
- MODEL DD2（GF7/dm6:Mutsuhiko Izumi）
- 美麗的家郷（GF8/dm7:劉鋒/民族音楽シリーズ）
- MODEL DD3（GF8/dm7:Mutsuhiko Izumi）
- HEAVEN INSIDE（GF8/dm7:Stephen Mcknight）
- スタアの恋人（GF8/dm7 power up.ver:くにたけみゆき）
- ROOPA（GF8/dm7 power up.ver:ASMAT/民族音楽シリーズ）
- 涙のregret（GF9/dm8:くにたけみゆき）
- TIERRA BUENA（GF9/dm8/DDR SuperNOVA:WILMA DE OLIVEIRA/民族音楽シリーズ）
- MODEL DD4（GF9/dm8:Mutsuhiko Izumi/「スピードキング」BGMのアレンジ）
- USED TO ROCK'N'ROLL（GF9/dm8:Brad Holmes）
- CRIES IN THE WILDERNESS（GF9/dm8「ファイティング武術」タイトルBGMのアレンジ）
- Honolulu Loco Boy（GF10/dm9:アグネス キムラ/民族音楽シリーズ）
- 水晶 〜瞳の中の未来〜（GF10/dm9:くにたけみゆき）
- RISE（GF10/dm9:泉陸奥彦）
- r.p.m.RED（GF10/dm9:Kevin Vecchione）
- MODEL DD5（GF10/dm9:Mutsuhiko Izumi）
- SUNRISE STREET（GF11/dm10:泉陸奥彦）
- YARA TUM KAHAN?（GF11/dm10:ASMAT/民族音楽シリーズ）
- My Friend（GF11/dm10:くにたけみゆき）
- MODEL DD6（GF11/dm10:Mutsuhiko Izumi/「メタモルフィックフォース」BGMのアレンジ）
- LET ME BELIEVE（GF11/dm10:Brenda Vaughn/『MAGIC MUSIC MAGIC』のアレンジ&ロングバージョン）
- AFTER A HARD DAY（GFV/DMV:Brad Holmes）
- NO MORE CRYING（GFV/DMV:Brenda Vaughn）
- タラッタダンス（GFV/DMV:森野くま子）
- 三度笠ポン太は今日も行く（GFV/DMV:荒牧陽子）
- Fairy Tales（GFV/DMV:泉陸奥彦）
- Balance（GFV/DMV:くにたけみゆき）
- Be Proud（GFV2/DMV2:くにたけみゆき）
- Burnt（GFV2/DMV2:Brad Holmes）
- Magic words?（GFV2/DMV2:森野くま子）
- MODEL DD7（GFV2/DMV2:Mutsuhiko Izumi/「メタモルフィックフォース」BGMのアレンジ）
- 風に吹かれて三度笠ポン太（GFV2/DMV2:あーたん(荒牧陽子)）
- Rock Star(GFV3/DMV3:Anna Vieste)
- WISH(GFV3/DMV3:mira)
- MODEL FT2(GFV3/DMV3:Mutsuhiko Izumi)
- MODEL FT2 Miracle Version(GFV3/DMV3:Mutsuhiko Izumi/『MODEL FT2』のツインギターバージョン)
- エンジェルマジック（GFV3/DMV3:くにたけみゆき/『Mr. Moon』の日本語詞&ロングバージョン）
- Not So Bad(GF/DMV4 Яock×Rock:Brad Holmes)
- GORI GORI(GF/DMV4 Яock×Rock:ASMAT)
- Electric Lady(GF/DMV5 Rock to Infinity:Mutsuhiko Izumi)
- 母に抱かれて三度笠ポン太（CSGFV2/CSDMV2:あーたん/サントラではGFV3/DMV3に収録）
- HALF MOON（IIDX14 GOLD:Mutsuhiko Izumi）
- ヒツゼンでしょ!（Happy Man Japanese Version）（pm13 カーニバル(家庭用):あーたん/『Happy man』のボーカルバージョン）
- バリバリブギ 〜涙のフルーツポンチ〜（ee'MALL2:Hedel Bendel）
- アンデスの太陽(pm15 ADVENTURE:Mutsuhiko Izumi）
- MODEL DD3(TYPE 2)(GF&DM INSTRUMENTAL COLLECTION:MUTSUHIKO IZUMI)
- MODEL DD6 Type2(GF&DM INSTRUMENTAL COLLECTION 2:Mutsuhiko Izumi)
- LIBERTY (HEAVEN INSIDE:Marty Friedman)
- ALWAYS(A HAND TO HOLD Japanese version)(HEAVEN INSIDE:Roxie)
- Cry in the Rain(HEAVEN INSIDE:Roxie)
- Glorious Days(HEAVEN INSIDE:Roxie)
- MODEL DD8(HEAVEN INSIDE:Marty Friedman)-V4 Яock×Rock収録時はMutsuhiko Izumi feat.Marty Friedman名義
- Power Game（GFV5/DMV5:荒牧陽子）
- Electric Lady（GFV5/DMV5:Mutsuhiko Izumi）
- 天国と地獄(jubeat:Mutsuhiko Izumi)
- Polaris(jubeat:Mutsuhiko Izumi)
- Snow Goose(jubeat:Mutsuhiko Izumi）
- Happy Happy(jubeat:ki☆ki)
- I love マミー(jubeat:荒牧陽子)
- Blue Forest(GFV5/DMV5:Mutsuhiko Izumi)
- In Scottish Highlands(jubeat:Thomas Howard Lichtenstein)
- Crosswind(jubeat:Mutsuhiko Izumi）
- Let Me Go(GFV6/DMV6:Brad Holmes)
- Blue Earth(GFV6/DMV6:KAORI)
- Sky(GFV6/DMV6:Mutsuhiko Izumi)
- ウィリアム・テル序曲(jubeat ripples:W.T. Orchestra)
- 恋のメリーゴーランド(jubeat ripples:森野くま子)
- ECO FIGHTER(jubeat ripples:入尾信充)
- HYPER JET LAND(GFXG/DMXG:Mutsuhiko Izumi)
- IMITATION TOUCH(GFXG/DMXG:柴田浩之)
- MODEL DD9(GFXG/DMXG:Mutsuhiko Izumi)
- スペースカーニバル(jubeat ripples APPEND:shooting star)
- 白鳥の湖(jubeat knit:Swan Lake Orchestra)
- Ready Go!!(jubeat knit:荒牧陽子)
- Red Roses(pm19 TUNE STREET:Mutsuhiko Izumi)
- blue moon(GFXG2/DMXG2:Mutsuhiko Izumi)
- I can be!!(GFXG2/DMXG2:Hiromixxx)
- Spiral Wind(GFXG2/DMXG2:Mutsuhiko Izumi)
- 愛と勇気の三度笠ポン太(jubeat knit APPEND:荒牧陽子)
- トルコ行進曲(jubeat copious:T.M. Orchestra)
- Red Goose(jubeat copious:Mutsuhiko Izumi)
- Snowy India(GFXG3/DMXG3:Mutsuhiko Izumi)
- POWER(GFXG3/DMXG3:Thomas Howard Lichtenstein)
- 鳳凰 〜Chinese Phoenix Mix〜(pm20 fantasia:菜楊 arranged by Mutsuhiko Izumi/同名曲のリミックス)
- 歌の翼(GFXG3/DMXG3/jubeat copious APPEND:あーたん)
- Holy Snow(jubeat saucer:Mutsuhiko Izumi)
- MODEL DD10(GFXG3/DMXG3:Mutsuhiko Izumi)
- Mirage(jubeat saucer:Mutsuhiko Izumi)
- 滑り台のマーチ(pm Sunny Park:Mutsuhiko Izumi)
- ROCKET MAN(GITADORA:Mutsuhiko Izumi)
- BLUE BOOTS(GITADORA:Mutsuhiko Izumi)
- MODEL FT3(DDR:Mutsuhiko Izumi)
- Mighty Wind(GITADORA:Mutsuhiko Izumi)
- Prelude(ポン太と巡る世界の音楽:Izumi Mutsuhiko)
- Ululu(ポン太と巡る世界の音楽:Izumi Mutsuhiko)
- Mother Africa(ポン太と巡る世界の音楽:Izumi Mutsuhiko)
- 冬色(GITADORA:岡田知亜美)
- Nature(Third:Izumi Mutsuhiko)
- Daybreak(Third:Izumi Mutsuhiko)
- Mambo Fire 5(Third特典音源:Izumi Mutsuhiko）
- Mambo Caribbean 5(GITADORA:Mutsuhiko Izumi)
- ハンガリー舞曲第5番(jubeat saucer fulfill:H.D.5 Orchestra)
- Blue Goose(jubeat saucer fulfill:Mutsuhiko Izumi)
- Snow Eagle(REFLEC BEAT groovin'!!:Mutsuhiko Izumi)
- Summer '64(GITADORA OverDrive:Mutsuhiko Izumi)
- 炎のDiargos(jubeat prop:Mutsuhiko Izumi)
- MODEL DD ULTIMATES(GITADORA OverDrive:Mutsuhiko Izumi)
- 恋のミラクルレシピ(GITADORATri-boost:大塚綾花)
- ファントムベロニカ(GITADORATri-boost:Hiromixxx)
- Skyscraper(GITADORA Tri-boost:Mutsuhiko Izumi)
- Diargosの森(jubeat prop:Mutsuhiko Izumi)
- FIRE 2(REFLEC BEAT VOLZZA:Mutsuhiko Izumi)
- MODEL DD11(GITADORATri-boost:Mutsuhiko Izumi)
- 運命 (jubeat Qubell:No.5 Orchestra)
- モフモフしたいの(GITADORATri-boost:森野くま子)
- Black Roses(GITADORATri-boost Re:EVOLVE:Mutsuhiko Izumi)
- メアリー牧場の一日(REFLEC BEAT 悠久のリフレシア:Mutsuhiko Izumi)
- SPEED (IIDX25 CANNON BALLERS:BEMANI Sound Team "Mutsuhiko Izumi")
- MODEL FT4 (GITADORA Matixx:BEMANI Sound Team "Mutsuhiko Izumi")
- TRIPLE ORBIT (GITADORA Matixx:BEMANI Sound Team "Mutsuhiko Izumi")
- 1816 WIND (GITADORA EXCHAIN:BEMANI Sound Team "Mutsuhiko Izumi")
- SIGMA (IIDX26 Rootage:BEMANI Sound Team "Mutsuhiko Izumi")
- ECLIPSE 2 (GITADORA NEX+AGE:BEMANI Sound Team "Mutsuhiko Izumi")
- POLAR NIGHT (GITADORA EXCHAIN:BEMANI Sound Team "Mutsuhiko Izumi")
- 美丽的夏日风 (GITADORA EXCHAIN:BEMANI Sound Team "Mutsuhiko Izumi")
- 1716 SAHARA MOON (GITADORA EXCHAIN:BEMANI Sound Team "Mutsuhiko Izumi")
- MODEL DD13 (GITADORA NEX+AGE:BEMANI Sound Team "Mutsuhiko Izumi")
- HYPER JET WIND (GITADORA GALAXY WAVE:Mutsuhiko Izumi)
- Snow Falcon (jubeat beyond the Ave.:Mutsuhiko Izumi)

### 共作
- Black horizon(GF9/dm8:Trick Trap)/作曲:肥塚良彦（ギター演奏）
- Destructive Wave（GFV/DMV:S-Dynamites/ショッチョー・Yueiとの合作）
- White tornado(GFV/DMV:Trick Trap/作曲:肥塚良彦（ギター演奏）
- Purple storm(GFV3/DMV3:Trick Trap)/作曲:肥塚良彦（ギター演奏）
- double thrash（IIDX12 HAPPY SKY:414/Des-ROWとの共同楽曲）
- Jungle(GFV6/DMV6:Mutsuhiko Izumi with Jimmy Weckl)
- Blue planet(GF/DMXG:Trick Trap)/作曲:肥塚良彦（ギター演奏）
- DRAGON KILLER(REFLEC BEAT Limelight:96 vs. Mutsuhiko Izumi)
- Brown bizzard(GF/DMXG2:Trick Trap)/作曲:肥塚良彦（ギター演奏）
- Red haze(GITADORA:Trick Trap)/作曲:肥塚良彦（ギター演奏）
- Cosmic Hurricane (GFDM ver.)(TAG Feat. Mutsuhiko Izumi)
- ラキラキ (連動イベント私立BEMANI学園 Mutsuhiko Izumi & S-C-U)
- Squeeze（連動イベント熱闘!BEMANIスタジアム VENUS feat. Mutsuhiko Izumi）
- サヨナラ・ヘヴン GITADOROCK ver. (GITADORA Tri-Boost:Mutsuhiko Izumi)作曲:猫叉Master（編曲・ギター演奏）
- DEMON SLAYER (GITADORA Tri-Boost:96 vs. Mutsuhiko Izumi)
- 虹色遊園地 (連動イベントBEMANI SUMMER DIARY 2015 Mutsuhiko Izumi VS DJ TOTTO)
- Silver star(GITADORA Tri-Boost:Trick Trap)
- Golden galaxy(GITADORA Tri-Boost:Trick Trap)
- Navy blue sea(GITADORA Matixx:Trick Trap)
- BabeL 〜MODEL DD101〜(pop'n peace:BEMANI Sound Team "Mutsuhiko Izumi)
- Gray clouds(GITADORA EXCHAIN:Trick Trap)

### 演奏
- CLASSIC PARTY(GF3:小野秀幸)編曲:小野秀幸（ギター演奏）
- FuriFuri '60(dm3:Orange Lounge+)/作曲:TOMOSUKE（ギター演奏)
- Giant Slug(GF4/DM3:AARON G)/作曲:TOMOSUKE（ギター演奏）
- Secrets of your heart(dm3:TAEKO)/作曲:小野秀幸（ギター演奏）
- CLASSIC PARTY2（GF4/dm3:小野秀幸)編曲:小野秀幸（ギター演奏）
- 子供の落書き帳（GF6：佐々木博史）/編曲:佐々木博史（ギター演奏）
- SILLY GIRL(GF5:Handsome JET Project)/作曲:Yuei、作詞:Thomas Howard Lichtenstein（ギター演奏）
- CLASSIC PARTY3(GF5/dm4:小野秀幸)編曲:小野秀幸（ギター演奏）
- The Least 100sec(GF5:佐々木博史/作曲:佐々木博史（ギター演奏）
- Brazilian Anthem(GF6:Berimbau'66)/作曲:TOMOSUKE(ギター演奏)
- FIREBALL(GF6:Sweet little 30's)/作曲:小野秀幸（ギター演奏）
- 君のとなりに…(GF6:Handsome JET Project)/作曲:Yuei、作詞:Handsome JET（ギター演奏（ソロ））
- CLASSIC PARTY triathlon（GF6/dm5:小野秀幸)編曲:小野秀幸（ギター演奏）
- pot-pourri d'orange(GF7/dm6:Orange Lounge)/作曲:TOMOSUKE(ギター演奏)
- Concertino in Blue(GF7/dm6:佐々木博史）/作曲:佐々木博史（ギター演奏）
- CHOCOLATE PHILOSOPHY(GF8&dm7:常盤ゆう）/作曲:TOMOSUKE（ギター演奏）
- 三毛猫ロック（GF8&dm7:亜熱帯マジ-SKA爆弾)/作曲:小野秀幸（ギター演奏）
- わすれもの（GF8/dm7 power up.ver:ハンサムジェットプロジェクトfeat.みずしな孝之)/作曲:Yuei、作詞:Handsome JET（コーラス）
- たまゆら（GF8/dm7 power up.ver:佐々木博史）/作曲:佐々木博史（ギター演奏）
- 777(GF9/dm8:EeL)-作曲　TOMOSUKE（ギター演奏（援助））
- LA ARENA ROJA(GF9/dm8:小野秀幸)/作曲:小野秀幸（ギター演奏)
- Out of breath(GF9/dm8:Thomas Howard Lichtenstein)/作曲桜井敏郎(コーラス)
- 瞬的愛歌（JET LOVE)(GF9/dm8:Handsome JET Project)/作曲:Yuei、作詞:Handsome JET（コーラス）
- Timepiece phase II（GF10/dm9:佐々木博史）/作曲:佐々木博史（ギター演奏）
- pot-pourri d'marmalade(GF10/dm9:Orange Lounge)/作曲:TOMOSUKE(フォークギター演奏)
- Handsome JET L-Project(GF10/dm9:Handsome JET Project)/作曲:Yuei、作詞:Handsome JET&Thomas Howard Lichtenstein(ギター演奏とコーラス）
- CLASSIC PARTY 復活。(GF10/dm9:小野秀幸)編曲:小野秀幸（ギター演奏）
- 二人はラブラブ（仮）（GF11/dm10:Handsome JET Project)/作曲:Yuei、作詞:Handsome JET（ギター演奏（ソロ））
- 哀愁のゴリゴリラ（GFV/DMV:ハンサムジェットプロジェクトfeat.みずしな孝之）/作曲:Yuei、作詞:Handsome JET（ギター演奏（ソロ））
- Little Prayer(GFV/DMV:土岐麻子) /作曲:wac(ギター演奏)
- 無常の星(GFV/DMV:P-Bombers)/作曲:Kozo Nakamura&Jimmy Weckl&肥塚良彦(微かに『こんなんでええの？』と声を掛けていた所があった)
- ancient breeze(GFV/DMV:小野秀幸）/作曲:小野秀幸（ギター演奏）
- over there(GFV2/DMV2:VOX）/作曲:小野秀幸（ギター演奏 ）
- Pa La La 42(pm11:TAISHO(浦田隆志))/作曲:小野秀幸（ギター演奏）
- ススメ！少年(pm12 いろは:TAISHO)/作曲:小野秀幸（ギター演奏）
- ACROSS THE NIGHTMARE(Festival Version)（GF&DM BEST TRACKS:Jimmy Weckl）/作曲：Jimmy Weckl（ギター演奏））
- 君のとなりに・・・ハイプロテインヴァージョン!!(GF&DM BEST TRACKS:Handsome JET Project)/作曲:Yuei、作詞:Handsome JET(しょんぼりクラブのメンバーとしてのコーラス）
- 三毛猫ロック(全開バージョン)(GF&DM INSTRUMENTAL COLLECTION:亜熱帯マジ-SKA爆弾)/作曲:小野秀幸（ギター演奏）
- WILD RIDE(Hi Gain Version)(GF&DM INSTRUMENTAL COLLECTION:中村康三/作曲:中村康三（ギター演奏(14番目)）
- 明鏡止水 -Stop The Fire Mix(GFXG2/DMXG2:Sota Fujimori feat.Mutsuhiko Izumi)作曲:TOMOSUKE(ギター演奏)

### カバー曲ギター演奏
- SMOKE ON THE WATER(Deep Purple のカバー/GF3)
- BAD MEDICINE(Bon Jovi のカバー/GF4/dm3)
- KILLER QUEEN(Queen のカバー/GF4/dm3)
- DADDY, BROTHER, LOVER, LITTLE BOY(Mr.BIG のカバー/GF4/dm3)
- 愛のしるし(PUFFY のカバー/GF4/dm3)
- Liar! Liar!(B'z のカバー/GF4/dm3)
- CALL MY NAME(the brilliant green のカバー/GF/4dm3)
- CARNIVAL(Cardigans のカバー/GF5/dm4)
- STONE COLD BUSH(Red Hot Chilli Peppers のカバー/GF5/dm4)
- VENUS(The Shocking Blue のカバー/GF5/dm4)
- WELCOME TO THE JUNGLE(GUNS'N'ROSES のカバー/GF5/dm4)
- BURN　(Deep Purple のカバー/GF7/dm6)
- ROCKET DIVE　(hide のカバー/GF7/dm6)
- みかんのうた(SEX MACHINEGUNS のカバー/GF7/dm6)
- innocnt world(Mr.Children のカバー/GF7/dm6)
- ファミレスボンバー　(SEX MACHINEGUNS のカバー/GF8/dm7)
- PARTY HARD(Andrew W.K. のカバー/GF9/dm8)
- PIPE LINE　(The Ventures のカバー/GF10/dm9)
- Black Sheep(Sonata Arctica のカバー/GF10/dm9)
- フレンズ(レベッカ のカバー/GFV/DMV)
- Misirlou(Dick Dale のカバー/GFV/DMV)
- STILL OF THE NIGHT(Whitesnake のカバー/GF4V/DMV4)
- Long Live Rock'N'Roll(Rainbow のカバー/GFV4/DMV4)
- サムライハート(Some Like It Hot!!)  (SPYAIR のカバー/GFXG3/DMXG3)

### ゲーム関連以外のディスコグラフィー
- DADA/「浄」(1978年) 
  - 2019年にCD版発売。

- 「Invitation to the wonderful Synthesizer Land」(1979年)
  - DADAの「ユークリッドの平行線 」「アトミック・フュージョン」が収録されている。

- DADA/城壁〜鏡の中の家（カセットテープ）(1979年)
  - 2013年にCD版発売。

- DADA/「DADA」(1981年)
  - 1993年にCD版発売
  - 1998年にJapanese Rock Legendシリーズの1枚として再発。
  - 2013年にProgressive Rock Legendシリーズの1枚として再発。

- 冨田勲、DADA/「デジタルシンセサイザーファンタジー」(1984年)
  - DADAの「AMERICA」が収録されている。

- DADA/「城壁〜スペシャルイシューVol.1」(1994年)
- KENNEDY/「Twinkling NASA」(1986年)
  - 2013年にProgressive Rock Legendシリーズの1枚として再発。

- KENNEDY/「KENNEDY!」(1987年)
  - MUSEA RECORDSより再発CDあり
  - 2015年ベルアンティークより再発。

- 「70's West Japanese Rock Scene」 (1991年) 
  - カリスマの「赤と黒の戦い(Live)」が収録されている

- After Dinner/「After Dinner/Live editions」 (1991年)
- MILLPLAT/「MILLPLAT」(1994年)
  - 2015年ベルアンティークより再発。

- SADATO GROUP/「Kafesho・Gohon Gahon 」(ソノシート) (1984年)
- SADATO/「天罰」 (1989年)
- 五十嵐久勝/「PUZZLE」 (1984年)
- 「NEXUS SHOW ACT TWO」(2013年)
  - DADAの「AMERICA」、KENNEDYの「飛行船パート1」が収録されている。

- AIDA/「アイーダの調べ ECHOES OF AIDA」(2014年)
  - プログレッシヴ・ロック・レジェンド・秘蔵音源。
  - アインソフとDADAの合体バンド、1978年ライブ。

- DADA/「大地の詩RapaNui」(2014年)
  - プログレッシヴ・ロック・レジェンド・秘蔵音源。
  - 初出3曲を含むレア音源集

- NEXUS/「CRiME ANOTHER ANTHOLOGY」(2014年)
  - プログレッシヴ・ロック・レジェンド・秘蔵音源。
  - DADAの「ユークリッドの平行線 」「アトミック・フュージョン」が収録されている。

- KENNEDY/「TRIANGLE MOTION」(2015年)
- CHARISMA/「邂逅」(2015年)